# Felice Chiò
Felice Chiò (Crescentino, 29 de abril de 1813, Turín, 28 de mayo de 1871) fue un matemático italiano, principalmente conocido por la regla que permite simplificar el cálculo de determinantes.
Natural del Piamonte, estudió Matemática con Giovanni Plana en la Universidad de Turín. Graduado en 1835, fue profesor de la Academia Militar de la ciudad desde 1839 y tras una temporada como profesor adjunto de Filosofía en la Universidad de Turín, obtuvo una cátedra de física en 1854, donde hoy en día le recuerda un busto. 
En 1841 una memoria suya sobre la Serie de Lagrange fue rechazada por la Academia de las Ciencias de Turín por consejo de Luigi Federico Menabrea y tras ser enviada a París y apoyada por Cauchy, publicada por la Academia de las Ciencias Francesa, lo que generó una polémica en el mundo científico italiano. Otros trabajos suyos versan sobre curvas, cálculo de diferencias finitas e integrales y determinantes, donde es especialmente conocido por su regla para simplicar determinantes (si a una fila o columna se le suma una combinación lineal del resto el determinante no varía, lo que permite anular términos y simplificar el desarrollo de Laplace) y por una regla para evitar inexactitudes en sistemas de ecuaciones con coeficientes enteros.
Fue además durante seis legislaturas representante de su ciudad natal en el parlamento piamontés, aunque sin destacar en la política.